# حسن وارسته
حسن وارسته (زاده ۲۰ آذر ۱۳۴۸ در تهران) نمایشنامه‌نویس، فیلم‌نامه‌نویس، تهیه‌کننده، طراح صحنه، کارگردان، مدرس و منتقد است. وی دارای کارشناسی کارگردانی از دانشکدۀ سینما و کارشناسی ارشد ادبیات نمایشی از دانشکدۀ هنرهای زیبا است. شهرت   حسن وارسته بیشتر در حوزه نویسندگی فیلمنامه و کارگردانی تئاتر است . در حوزه فیلمنامه  و نگارش سریالهای پر مخاطب همواره نقش بسزایی داشته و خالق آثار موفقی   چون زندگی به شرط خنده  ، پایتخت ۲ ، پایتخت ۳،پایتخت ۴ ، دودکش   ، علی‌البدل (مجموعه تلویزیونی) ، دیوار به دیوار  ، فصلهای دو تا چهار بچه مهندس   و ... بوده ، همچنین افسانه هزارپایان ، دنگ و فنگ روزگار ، سریال مجموعه رستگاری و فیلمنامه سینمایی لختگی از دیگر آثاری هستند که وارسته نویسندگی آن ها را برعهده داشته است. وی بازیگران  متعددی را کشف و به دنیای هنر معرفی کرده است.

## زندگی‌نامه
حسن وارسته  که او را بخاطر نگارش سریالهای پر موفق و مخاطبی چون زندگی به شرط خنده  ، پایتخت ۲ ، پایتخت ۳،پایتخت ۴ ، دودکش   ، علی‌البدل، فصلهای دو تا چهار بچه مهندس  ،دیوار به دیوار  ، افسانه هزارپایان، دنگ و فنگ روزگار و...   می شناسند ؛ متولد ۱۳۴۸  و دانش آموخته رشته نمایش است  ، او به طور حرفه ای از سال ۱۳۶۷ وارد دنیای تئاتر شد  ، پس از بازی و اجرا در چند نمایش ازجمله بازی در نمایش پرواز از قفس   نوشته مسلم قاسمی   و به کارگردانی محمود فرهنگ    و همچنین نمایش تو هم می توانی  نوشته حسین جعفری  و کارگردانی محمود فرهنگ بین سالهای ۱۳۶۷ تا ۱۳۷۰ در سالن اصلی  تئاتر شهر  ،  تالار هنر  و سالن چهار سو تئاتر شهر می توان اشاره کرد. وی سال ۱۳۷۱ در دانشکده سینما و تئاتر دانشگاه هنر پذیرفته شد    و از این دانشکده با گرایش کارگردانی در مقطع لیسانس فارغ التحصیل شد. در این سالها تا دریافت مدرک کارشناسی اش چند نمایش در مقام نویسنده و کارگردان به صحنه برد . نمایشهایی چون  آسمان دل من  نوشته و بازی و کار خودش در سال ۱۳۷۲ در سالن شماره دو تئاتر شهر ، نمایش   بارعام    به کارگردانی و نگارشش در سالن شماره دو تئاتر شهر ، نمایش  جریان عصبی   در سالن کوچک نمایش دانشکده سینما تئاتر و جشنواره نمایشهای کوتاه و همچنین نمایش  خرس و چشمه     نوشته  رحمت امینی   و کارگردانی وارسته و چند نمایش دیگر ازجمله فعالیتهای تئاتری وی بین سالهای ۱۳۷۱ تا ۱۳۷۶ است . او همزمان با فعالیتهای نمایشی اش با تلویزیون با برنامه ترکیبی  ما و شما  همکاری خود را در مقام کارگردان آغاز کرد. حسن وارسته در همان سالها برخی از سریالهای ظهر گروه خانواده شبکه یک را نوشت. او پس از فارغ التحصیلی در مقطع کارشناسی در مقطع کارشناسی ارشد دانشگاه تهران ، دانشکده هنرهای زیبا با گرایش ادبیات نمایشی پذیرفته شد. تا فارغ التحصیلی  این مقطع  فوق لیسانس   چندین اثر را به صحنه برد . از آنجاییکه وی گرایش کار کودک و نوجوان و همچنین طنز داشت قالب آثارش با موضوع کودک و نوجوان و گونه کمدی بوده است . از تجربیات او در این خصوص به نمایش تونل وحشت ، شیر و موش ، همسر چینی  ، جگر هندی   ، نوشته رحمت امینی ،  حسنک کجایی   نوشته و کار  خودش می توان نام برد . نمایشهایی دیگری چون داستان باور نکردنی یک زن   ، آهو به وقت انفجار ، تصویر ماه در قهوه تلخ  ، نمایش رویه و آستر  و  ناقوسها برای چی به صدا در می آیند  و چند نمایش دیگر آثاری هستند که حسن وارسته آن را رشته تحریر در آورده  و کارگردانی کرده است. نمایشنامه حسنک کجایی از جمله نمایشنامه های خوب کودک پس از انقلاب است  که بارها توسط گروه های مختلف به اجرا در آمده و جایزه جشنواره بین المللی تناتر کودک را بدست ۀورده و کتاب  این نمایشنامه هم  چاپ شده است. 
او در طول این سالها از تلویزیون و سینما غافل نشده است . دو اثر  چند می گیری گریه کنی   و  اگه می تونی منو بکش  از فیلمنامه هاییست که وی بطور مشترک با محسن تنابنده نوشته است. 
مجموعه تلویزیونی پر مخاطب همچون  دختران   ۱۳۸۲ شبکه اول سیما ،  خط مستقیم   ۱۳۸۳ شبکه ۵ سیما ، رواق شبکه دو ،  کمی تا قسمتی جدی   ۱۳۸۶،  هد هد  ، ویژه برنامه سال تحویل شبکه دو ۱۳۸۷ ، راه شب  ۱۳۹۱ شبکه تهران  و.. در کارنامه برنامه سازی و تهیه کنندگیو کارگردانی او دیده می شود
او علاوه بر تولید و نگارش  آثار ، در مطبوعات و حیطه  نقد است  قلم فرسایی کرده و مقالات و مطالب فراوانی از او در روزنامه ها و مجلات تخصصی چاپ شده   ، و در برخی از نشستها و برنامه های تخصصی تئاتر و سینما و تلویزیون در مقام کارشناس حضور داشته است.  تدریس و داوری و برگزاری  چند جشنواره  مهم فرهنگی و تئاتری کشور ، در طول فعالیتهای هنریش  از دیگر  عملکرد های او در فضای صحنه و  تصویر به حساب می آید . وی  بازیگران  متعددی را تربیت کرده  است.   محسن تنابنده  و چند بازیگر و عوامل فنی سینما و تلویزیون  افرادی هستند که حسن وارسته آنها را کشف و به دنیای تصویر معرفی نموده است. تنابنده به‌طور حرفه‌ای فعالیت بازیگری خود رادر عرصۀ تئاتر   یک سال قبل از ورودش به دانشگاه ، در سال ۱۳۷۴ با بازی در نمایش بارعام و پس از آن نمایش جریان عصبی که هر دو اثر نوشته و کار حسن وارسته است آغاز کرد.  حسن وارسته از ستونهای اصلی نگارش سریال پایتخت است که بهمراه زنده یاد  خشایار الوند  بیشترین فصلهای سریال پایتخت را نوشته اند . منتقدین و کارشناسان معتقدند با مرگ خشایار الوند و غیبت حسن وارسته    نگارش فیلمنامه  پایتخت ۶  آسیب فراوانی خورده و خلا این دو نویسنده در پایتخت بشدت حس می شد.

## فیلم‌شناسی
- پایتخت ۲ (نویسنده فیلمنامه)
- پایتخت ۳ (نویسنده فیلمنامه)
- پایتخت ۴ (نویسنده فیلمنامه)
- دودکش (نویسنده فیلمنامه)
- چند می‌گیری گریه کنی (نویسنده فیلمنامه)
- اگه می‌تونی منو بگیر (نویسنده فیلمنامه)
- زندگی به شرط خنده (نویسنده فیلمنامه)
- قاب خاطره (طراح و سر پرست فیلمنامه و نویسنده)
- سه شو (نویسنده)
- علی‌البدل (نویسنده و مشاور فیلمنامه)
- دیوار به دیوار ۱ (نویسنده فیلمنامه)
- افسانه هزارپایان (طراح و سر پرست فیلمنامه و نویسنده)
- بچه مهندس (نویسنده فیلمنامه)
- دنگ و فنگ روزگار (طراح و سر پرست فیلمنامه و نویسنده)
- بچه مهندس ۲ (طراح و سر پرست فیلمنامه و نویسنده)
- بچه مهندس ۳ (طراح و سر پرست فیلمنامه و نویسنده)
- بچه مهندس ۴ (طراح و سر پرست فیلمنامه و نویسنده)
- مجموعه رستگاری (طراح و سر پرست فیلمنامه و نویسنده)
- لختگی (نویسنده فیلمنامه)

- برنامه‌های تلویزیونی: دختران (نویسنده و کارگردان) که در تابستان ۸۲ این برنامه زنده و ترکیبی نمایشی شاد و مفرح به نام دختر ایرونی مطرح شد و همزمان با برنامه ای به نام پسر ایرونی رقابت داشت و جز برنامه‌های پر مخاطب تنیجری تلویزیونی محسوب می‌شود سه شو[۲۸](کارگردان جواد رضویان)
- برنامه تلویزیونی با هم باشیم[۲۹] نویسنده حسن وارسته، کارگردان مهدی غفوریان؛ نوید مرادی؛ مجریان: امید زندگانی؛ هومن حاج عبداللهی

### تئاتر
(منبع: سایت ایران تئاتر - بانک اطلاعات هنرمندان) - (سایت تیوال - بخش نمایش‌ها)
- پرواز از قفس (بازیگر) - نویسنده: مسلم قاسمی سالن اصلی تئاتر شهر - تالار هنر (۱۳۷۰–۱۳۶۹)
- من و تو (تو هم می‌توانی) (بازیگر) - نویسنده:حسین جعفری- جشنواره تئاتر کودک ونوجوان همدان- اجرای عموم تالار چهارسو تئاتر شهر(۱۳۷۱)
- آسمان دل من (یالانچی) (نویسنده و کارگردان و بازیگر) - سالن شماره دو تئاتر شهر (۱۳۷۲)
- گمشدگان دریا (کارگردانی مشترک با رحمت امینی و طراح صحنه) -، نویسنده:اسماعیل مهدی پور - سالن شماره دو تئاتر شهر (۱۳۷۳)
- بارعام (نویسنده و کارگردان و بازیگر) - سالن شماره دو تئاتر شهر (۱۳۷۴)
- جریان عصبی (نویسنده و کارگردان و بازیگر) - سالن نمایش سینما و تئاتر (۱۳۷۴)
- تونل وحشت (کارگردانی مشترک با رحمت امینی و طراح صحنه)- نویسنده: چیستا یثربی - سالن شماره دو تئاتر شهر (۱۳۷۵)
- خرس و چشمه (کارگردان و طراح صحنه) - نویسنده:رحمت امینی- سالن شماره دو تئاتر شهر (۱۳۷۶)
- شیر و موش (کارگردان و طراح صحنه) - جشنواره بین‌المللی عروسکی یونیما مبارک - مجتمع فرهنگی گلستان(۱۳۷۷)
- همسر چینی (کارگردان و طراح صحنه)- نویسنده:رحمت امینی - تالار مولوی (۱۳۷۸)
- حسنک کجایی (نویسنده و کارگردان و طراح صحنه) - سالن شماره دو تئاتر شهر(۱۳۷۸)
- جگر هندی (کارگردان و طراح صحنه) - نویسنده:رحمت امینی- تالار مولوی (۱۳۸۲)
- مجلس غریب تنهایی (کارگردانی مشترک با رحمت امینی و طراح صحنه) - سالن شماره دو تئاتر شهر(۱۳۸۳)
- داستان باور نکردنی یک زن (کارگردان و طراح صحنه)- نویسنده:رحمت امینی - تالار نو تئاتر شهر (۱۳۸۴)
- تصویر ماه در قهوه تلخ (کارگردان و طراح صحنه)- نویسنده:رحمت امینی - خانه نمایش اداره تئاتر (۱۳۸۴)
- رویه و آستر (نویسنده و کارگردان و طراح صحنه) - فرهنگسرای نیاوران(۱۳۸۶)
- آهو به وقت انفجار (کارگردان و طراح صحنه)- نویسنده:رحمت امینی - خانه نمایش اداره تئاتر (۱۳۸۶)
- قزقون به سر (نویسنده) - کارگردان:مجید امیری- تالار هنر (۱۳۸۸)
- کا (مشاور کارگردان) - کارگردان:رحمت امینی- ئئاتر شهر کارگاه نمایش (۱۳۸۹)
- ستاره ، تشنگی ، خاک (کارگردان و طراح صحنه)- نویسنده:رحمت امینی - تالار وحدت (۱۳۸۹)
- چوپان دروغگو (نویسنده و کارگردان و طراح صحنه) - تالار هنر (۱۳۸۹)
- ناقوس‌ها برای چین بصدا در می‌آیند (کارگردان و طراح صحنه)- نویسنده:رحمت امینی - سالن حافظ (۱۳۹۳)
- جیجک علیشاه (مشاور کارگردان) - کارگردان:رحمت امینی- نویسنده:ذبیح بهروز تالار سنگلج (۱۳۹۴)